# Lista de filmes com temática LGBT de 1985
Esta é uma lista de filmes que contém personagens e/ou temática lésbica, gay, bissexual, ou transgênera lançados em 1985.
| Título                                             | Diretor                                        | País                                             | Gênero                    | Elenco | Anotações |
| -------------------------------------------------- | ---------------------------------------------- | ------------------------------------------------ | ------------------------- | --- | --- |
| Adiós, Roberto                                     | Enrique Dawi                                   | Argentina                                        | Drama, Comédia Romântica  | Carlos Calvo, Víctor Laplace, Héctor Alterio, Ana María Picchio, Osvaldo Terranova, Héctor Pellegrini            | Depois de se separar de sua esposa, um homem vai morar com o parente gay de um amigo, e acaba se envolvendo com ele                                              |
| Agoria stin porneia (Αγόρια στην πορνεία)          | Omiros Efstratiadis                            | Grécia                                           | Drama                     | Michalis Maniatis, Anna Matzourani, Franco Alfonso, Vasilis Tsaglos, Pavlos Evagelopoulos, Athinodoros Prousalis | [ 2 ] |
| Aids - Die Schleichende Gefahr                     | Peter Grandl                                   | Alemanha Ocidental                               | Drama                     | Nina Kronjager, Harry Wing, Frank Garbo, Birgit Winter, Norbert B. Klinger, Monic Creip                          | Uma tentativa sensacionalista de educar o público sobre a AIDS                                                                                                   |
| Além Da Paixão                                     | Bruno Barreto                                  | Brasil                                           | Drama, Romance            | Regina Duarte, Paulo Castelli, Patricio Bisso, Walter Forster                                                    | |
| The Angelic Conversation                           | Derek Jarman                                   | Reino Unido                                      | Drama                     | Dave Baby, Timothy Burke, Simon Costin, Christopher Hobbs, Philip McDonald, Judi Dench (narradora)               | Justaposição de fotografias enquanto Dench lê os sonetos de William Shakespeare                                                                                  |
| Aqueles Dois                                       | Sérgio Amon                                    | Brasil                                           | Drama, Romance            | Pedro Wayne, Beto Ruas, Suzana Saldanha, Maria Inês Falcão                                                       | |
| Assassins: A Film Concerning Rimbaud               | Todd Haynes                                    | EUA                                              | Curta                     | Todd Haynes, Laura Linney                                                                                        | Segue o violento amor entre os poetas Arthur Rimbaud e Paul Verlaine                                                                                             |
| Bar 51                                             | Amos Guttman                                   | Israel                                           | Drama, Crime              | Alon Abutbul, Mosko Alkalai, Smadar Kilchinsky, Juliano Mer, Irit Sheleg, Ada Tal                                | Depois da morte da mãe, dois irmãos se mudam para Tel Aviv |
| O Beijo da Mulher Aranha                           | Héctor Babenco                                 | Brasil, EUA                                      | Drama                     | William Hurt, Raúl Juliá, Sonia Braga, José Lewgoy, Milton Gonçalves, Míriam Pires                               | Baseado no romance homônimo de Manuel Puig |
| Boatman                                            | Tikoy Aguiluz                                  | Filipinas                                        | Erótico, Drama            | Sarsi Emmanuelle, Suzanne Love, Josephine Manuel, Jonas Sebastian, Eddie Arenas, Bella Flores                    | Um jovem interior acaba preso na indústria pornográfica de Manila                                                                                                |
| The Boys Next Door                                 | Penelope Spheeris                              | EUA                                              | Drama, Crime              | Charlie Sheen, Maxwell Caulfield, Patti D'Arbanville, Christopher McDonald, Hank Garrett                         | |
| Breaking the Silence                               | Melanie Chait                                  | Reino Unido                                      | Documentário              | | Sobre mães lésbicas e os problemas que elas enfretam na sociedade                                                                                                |
| Buddies                                            | Arthur J. Bressan Jr.                          | EUA                                              | Drama                     | Geoff Edholm, Damon Hairston, Joyce Korn, Billy Lux, David Rose, Libby Saines                                    | Primeiro filme a ter como tema a pandemia da AIDS |
| La cage aux folles 3 - 'Elles' se marient          | Georges Lautner                                | França                                           | Comédia                   | Michel Serrault, Ugo Tognazzi, Antonella Interlenghi                                                             | Conclusão da trilogia de La cage aux folles |
| Cao Inspektore                                     | Zoran Calic                                    | Iugoslávia                                       | Comédia                   | Velimir 'Bata' Zivojinovic, Boro Stjepanovic, Nikola Simic, Miodrag Andric, Mira Furlan, Danica Maksimovic       | Um policial deve infiltrar um perigoso grupo criminoso internacional                                                                                             |
| El caso Matías                                     | Aníbal Di Salvo                                | Argentina                                        | Drama                     | Alfredo Alcón, Paulino Andrada, Dora Baret, Eithel Bianco, Alberto Drago, Víctor Laplace                         | Um homem é levado a um hospital psiquiátrico após ser encontrado na rua, "acompanhado por homossexuais e intoxicado com alcoól e drogas"                         |
| Choosing Children                                  | Debra Chasnoff, Kim Klausner, Margaret Lazarus | EUA                                              | Documentário              | | Segue seis casais de gays e lésbicas passando pelo processo de adoção                                                                                            |
| A Chorus Line                                      | Richard Attenborough                           | EUA                                              | Musical, Comédia, Drama   | Michael Douglas, Alyson Reed, Terrence Mann, Sharon Brown, Michael Blevins, Yamil Borges                         | Baseado no musical homônimo |
| Clue                                               | Jonathan Lynn                                  | EUA                                              | Comédia, Mistério         | Tim Curry, Eileen Brennan, Lesley Ann Warren, Christopher Lloyd, Madeline Kahn, Lee Ving                         | [ 14 ] |
| A Cor Púrpura                                      | Steven Spielberg                               | EUA                                              | Drama                     | Whoopi Goldberg, Desreta Jackson, Danny Glover, Oprah Winfrey, Margaret Avery, Táta Vega                         | Baseado no romance epistolar homônimo de Alice Walker |
| Consenting Adult                                   | Gilbert Cates                                  | EUA                                              | Drama                     | Marlo Thomas, Martin Sheen, Barry Tubb, Talia Balsam, Ben Piazza, John Terlesky                                  | Sobre o processo de saída do armário de um adolescente Baseado no romance homônimo de Laura Z. Hobson                                                            |
| Desert Hearts                                      | Donna Deitch                                   | EUA                                              | Romnace, Drama            | Helen Shaver, Patricia Charbonneau, Audra Lindley, Andra Akers, Gwen Welles, Dean Butler                         | Baseado no romance Desert of the Heart de Jane Rule Um dos primeiros filmes a mostrar a atração entre mulheres de uma maneira positiva                           |
| A Different Kind of Love                           | Brian Mills                                    | Reino Unido                                      | Drama                     | Joyce Redman, Rupert Frazer, Nigel Havers, Ceri Jackson, Eleanor David, Stuart Horton                            | Uma mãe quer que seu filho se case, mas tem que aceitar que ele está vivendo com outro homem                                                                     |
| Doña Herlinda y su hijo                            | Jaime Humberto Hermosillo                      | México                                           | Comédia, Romance, Drama   | Arturo Meza, Marco Treviño, Guadalupe Del Toro, Letícia Lupercio, Josefina González, Lucha Villa                 | trad. Dona Herlinda e seu filho As vidas de um jovem médico e seu amante se complicam quando a mãe do primeiro pede que ele se case                              |
| Dream Boys Revue                                   |                                                | EUA                                              | Documentário              | Michael A. Andrews, Ruth Buzzi, Lyle Waggoner                                                                    | Trinta drag queens competem no concurso Dream Boy of the Year |
| Dul Bir Kadın                                      | Atıf Yılmaz                                    | Turquia                                          | Romance, Erótico          | Müjde Ar, Nur Sürer, Yılmaz Zafer, Deniz Türkali                                                                 | Mostra as fantasias eróticas de duas mulheres que encontram conforto uma na outra                                                                                |
| An Early Frost                                     | John Erman                                     | EUA                                              | Drama                     | Aidan Quinn, Gena Rowlands, Ben Gazzara, Sylvia Sidney, John Glover, Bill Paxton                                 | |
| Escalier C                                         | Jean-Charles Tacchella                         | França                                           | Drama, Comédia            | Robin Renucci, Jean-Pierre Bacri, Jacques Bonnaffé, Catherine Leprince, Catherine Frot, Michel Aumont            | Um cínico critico se torna mais humano ao se envolver com seus vizinhos                                                                                          |
| Evils of the Night                                 | Mardi Rustam                                   | EUA                                              | Ficção Científica, Horror | Aldo Ray, Neville Brand, Tina Louise, John Carradine, Julie Newmar, Karrie Emerson                               | Enfermeiras lésbicas alienígenas raptam adolescentes para poderem sugar o sangue deles                                                                           |
| Extramuros                                         | Miguel Picazo                                  | Espanha                                          | Drama                     | Carmen Maura, Mercedes Sampietro, Aurora Bautista, Assumpta Serna, Antonio Ferrandis, Manuel Alexandre           | Durante a Inquisição Espanhola, um casal de freiras decidem fabricar uma estigma para salvar seu convento da ruína                                               |
| A Futura Memoria: Pier Paolo Pasolini              | Ivo Barnabò Micheli                            | Itália                                           | Documentário, Biográfico  | Pier Paolo Pasolini                                                                                              | Sobre o diretor Pier Paolo Pasolini |
| Los Gatos (Prostitución de Alto Nivel)             | Carlos Borcosque Jr.                           | Argentina                                        | Drama, Erótico            | Camila Perissé, Gerardo Romano, Raúl Lavié, Gigí Ruá, Edda Bustamante, Andrea Bonelli                            | Um grupo de jovens alugam seus corpos para pessoas de classe alta                                                                                                |
| Gefahr Für Die Liebe - Aids                        | Hans Noever                                    | Alemanha Ocidental                               | Drama                     | Friedrich Graner, Geraldine Danon, Piero von Arnim, Oliver Rohrbeck, Claudia Arnold, Olivier Pascalin            | [ 25 ] |
| The Good Father                                    | Mike Newell                                    | EUA                                              | Drama                     | Anthony Hopkins, Jim Broadbent, Harriet Walter, Frances Viner, Simon Callow, Miriam Margolyes                    | trad. Amor e Vingança Um homem que perdeu a custódia do filho tenta impedir que o mesmo aconteca com seu amigo                                                   |
| Hail the New Puritan                               | Charles Atlas                                  | Inglaterra                                       | Documentário              | Leigh Bowery, Michael Clark, Mark E. Smith, Brix Smith, Anthony Doughty                                          | Documentário ficcionalizado sobre o dançarino e coreógrafo escocês, Michael Clark                                                                                |
| Höhenfeuer                                         | Fredi M. Murer                                 | Suíça                                            | Drama                     | Thomas Nock, Johanna Lier, Dorothea Moritz, Rolf Illig, Tilli Breidenbach, Jörg Odermatt                         | [ 28 ] |
| Hombo                                              | Daniel Ringold                                 | França                                           | Aventura, Drama, Erótico  | Igor Hossein, Olivier Pagès, Brigitte Barry, Christophe Lemée                                                    | Depois que seu amigo desaparece, um jovem burguês vai procurá-lo no Taiti                                                                                        |
| Interno Berlinese                                  | Liliana Cavani                                 | Itália, Alemanha Ocidental                       | Drama, Erótico            | Gudrun Landgrebe, Kevin McNally, Mio Takaki, Hanns Zischler, Andrea Prodan, Massimo Girotti                      | Baseado no romance Manji de Jun'ichirō Tanizaki A esposa de um diplomata nazista se apaixona pela filha do embaixador japonês                                    |
| Just One of the Guys                               | Lisa Gottlieb                                  | EUA                                              | Comédia                   | Joyce Hyser, Clayton Rohner, Billy Jacoby, Toni Hudson, William Zabka, Sherilyn Fenn                             | Vagamente baseado na peça Noite de Reis de William Shakespeare                                                                                                   |
| Kipling Meets the Cowboy                           | John Greyson                                   | Canadá                                           | Curta                     | | Se passa em grande parte em um set de pornô gay multiracial |
| Lalakwe                                            | Danny L. Zialcita                              | Filipinas                                        | Drama                     | Ronaldo Valdez, Gloria Diaz, Rio Locsin, Tommy Abuel, Lyka Ugarte, Elsa Agana                                    | Depois da morte da irmã, um cirurgião de redesignação sexual rapta o homem que a levou ao suicídio                                                               |
| Lust in the Dust                                   | Paul Bartel                                    | EUA                                              | Comédia                   | Divine, Tab Hunter, Lainie Kazan, Cesar Romero, Geoffrey Lewis, Henry Silva                                      | |
| Mara                                               | Angela Linders                                 | Portugal, Países Baixos                          | Drama                     | Marijke Beversluis, São José Lapa, Cremilda Gil, Luís Lucas                                                      | Uma holandesa vai visitar sua amiga em Portugal, mas ela não está em casa                                                                                        |
| Meteoro Kai Skia                                   | Takis Spetsiotis                               | Grécia                                           | Documentário, Drama       | Takis Moschos, Yiorgos Kendros, Michail Marmarinos                                                               | Sobre a vida do poeta grego Napoleon Lapathiotis, que era abertamente gay                                                                                        |
| Mishima: A Life in Four Chapters                   | Paul Schrader                                  | EUA                                              | Drama, Biográfico         | Ken Ogata, Kenji Sawada, Toshiyuki Nagashima                                                                     | Baseado na vida de Yukio Mishima |
| My Beautiful Laundrette                            | Stephen Frears                                 | Reino Unido                                      | Romance, Drama, Comédia   | Gordon Warnecke, Daniel Day-Lewis, Saeed Jaffrey, Roshan Seth, Derrick Branche, Rita Wolf                        | |
| My First Suit                                      | Stewart Main                                   | Nova Zelândia                                    | Curta, Comédia            | Conrad Crawte, Martyn Sanderson, Heather Lindsay, Terry Bacon, David Telford                                     | Um adolescente descobre sua homossexualidade enquanto seus pais discutem sobre o que ele deve vestir para uma festa da escola                                    |
| Mystère Alexina                                    | René Féret                                     | França                                           | Drama                     | Philippe Vuillemin, Valerie Stroh, Veronique Silver, Bernard Freyd, Marianne Basler, Pierre Vial                 | Uma jovem religiosa com um segredo se apaixona por sua colega de quarto                                                                                          |
| A Nightmare on Elm Street Part 2: Freddy’s Revenge | Jack Sholder                                   | EUA                                              | Terror                    | Mark Patton, Kim Myers, Robert Rusler, Clu Gulager, Hope Lange, Robert Englund                                   | |
| No Sad Songs                                       | Nik Sheehan                                    | Canadá                                           | Documentário              | Jim Black, Catherine Hunt, Jim St. James, David Sereda                                                           | Sobre a crise da AIDS no Canadá, o primeiro filme do país a abordar a doença                                                                                     |
| Novembermond                                       | Alexandra von Grote                            | Alemanha Ocidental, França                       | Romance, Guerra, Drama    | Maurice Arama, Daniel Berlioux, Denise Boulet, Antonin Brunel, Nicole Camus, Danièle Delorme                     | trad. Lua de Novembro Duas mulheres, uma delas judia, se apaixonam durante a ocupação nazista na França                                                          |
| Oberst Redl                                        | István Szabó                                   | Hungria, Áustria, Alemanha Ocidental, Iugoslávia | Drama                     | Klaus Maria Brandauer, Hans Christian Blech, Armin Mueller-Stahl, Gudrun Landgrebe, Jan Niklas, László Mészáros  | Baseado na peça A Patriot for Me de John Osborne, que em si é baseada na vida de Alfred Redl                                                                     |
| Optic Nerve                                        | Barbara Hammer                                 | EUA                                              | Curta                     | Barbara Hammer                                                                                                   | A diretora visita sua avó em um asilo para uma reflexão sobre o envelhecimento e a família                                                                       |
| The Oracle                                         | Roberta Findlay                                | EUA                                              | Terror                    | Caroline Capers Powers, Roger Neill, Pam La Testa, Victoria Dryden, Chris Maria De Koron, Dan Lutsky             | trad. Vingança Macabra Uma jovem é forçada por um fantasma a descobrir quem o matou                                                                              |
| Otra vuelta de tuerca                              | Eloy de la Iglesia                             | Espanha                                          | Terror                    | Pedro Mari Sánchez, Queta Claver, Asier Hernández, Cristina Goyanes, Ramón Reparaz, Luis Iriondo                 | Baseado no romance The Turn of the Screw de Henry James |
| Paradiset er ikke til salg                         | Teit Ritzau                                    | Dinamarca                                        | Documentário              | Christine Jorgensen, Hanne Rasmusen, Thomas Holck, Giorgia O'Brian                                               | trad. O Paraíso Não Está à Venda A primeira mulher na América a fazer uma cirurgia de redesignação sexual reencontra os médicos responsáveis, e outras histórias |
| Parking                                            | Jacques Demy                                   | França                                           | Musical                   | Francis Huster, Laurent Malet, Keiko Ito, Gerard Klein, Marie-France Pisier, Jean Marais                         | Uma repaginada do filme Orphée de Jean Cocteau, usando o mundo do rock dos anos 80 como pano de fundo                                                            |
| Passion: A Letter in 16mm                          | Patricia Rozema                                | Canadá                                           | Curta                     | Linda Griffiths, John Allen, Karen Hardess, Phil Smith                                                           | Segue uma mulher com muita paixão e pouco tempo |
| Pervola, Sporen in de Sneeuw                       | Orlow Seunke                                   | Países Baixos                                    | Drama                     | Gerard Thoolen, Bram van der Vlugt, Melle van Essen, Jan-Willem Hees, Thom Hoffman, Jaap Hoogstra                | Dois irmãos afastados, um gay e um hétero, devem ir em uma jornada para enterrar o corpo do pai                                                                  |
| Red Heat                                           | Robert Collector                               | EUA                                              | Suspense, Ação            | Linda Blair, Sylvia Kristel, William Ostrander, Sue Kiel, Albert Fortell, Elisabeth Volkmann                     | trad. Presídio, Estadia no Inferno Uma americana na Berlim Oriental é mandada para a prisão                                                                      |
| Sé Infiel Y No Mires Con Quién                     | Fernando Trueba                                | Espanha                                          | Comédia, Romance          | Ana Belen, Carmen Maura, Antonio Resines, Santiago Ramos, Verónica Forqué, Chus Lampreave                        | [ 47 ] |
| Shadey                                             | Philip Saville                                 | Reino Unido                                      | Comédia                   | Antony Sher, Billie Whitelaw, Patrick Macnee                                                                     | Jovem descobre que pode ler pensamentos e gravá-los em filme, e faz um acordo com um empresário para poder pagar por sua cirurgia de redesignação sexual         |
| Silent Pioneers                                    | Lucy Winer                                     | EUA                                              | Curta, Documentário       | | Sobre gays e lésbicas da terceira idade |
| Simone                                             | Christine Ehm                                  | França                                           | Romance, Drama            | Pascale Audret, Pascale Bardet, Fabien Kachev, Michel Delahaye, Pascale Cousteix                                 | Depois de uma tentativa de suicídio, uma mulher mais velha começa um relacionamento com uma jovem                                                                |
| A Strange Love Affair                              | Eric De Kuyper, Paul Verstaten                 | Países Baixos                                    | Romance, Drama            | Howard Hensel, Lieke Leo, Ben van Os, Ann Petersen, Pascale Petit, Karl Scheydt                                  | Depois de se apaixonar e fugir com um de seus alunos, um professor universitário descobre que o jovem é filho de um antigo amante                                |
| Street Kids                                        | Peg Campbell                                   | Canadá                                           | Curta, Documentário       | | Sobre prostituição juvenil e a dificuldade desses jovens de sair das ruas                                                                                        |
| Tagediebe                                          | Marcel Gisler                                  | Alemanha Ocidental                               | Drama                     | Rudolf Nadler, Dina Leipzig, Lutz Deisinger, Mateusz Hornung, Lutz Ehrlich, Nena                                 | Segue três colegas de quarto; uma professora de francês, um flautista gay, e um escritor sem inspiração                                                          |
| Ten Cents a Dance: Parallax                        | Midi Onodera                                   | Canadá                                           | Curta                     | Anna Gronau, Midi Onodera, John Goodwin, David McIntosh, Wendy Coad, Ross McLaren                                | Sobre sexualidade e comunicação |
| The Ties That Bind                                 | Su Friedrich                                   | EUA                                              | Documentário              | Lore Bucher | Sobre a mãe da diretora, que viveu no sul da Alemanha de 1920 até 1950                                                                                           |
| Tino                                               | Lionel Soukaz, Guy Hocquenghem                 | França                                           | Curta                     | Guy Hocquenghem, Douglas Ireland, Khaled Mahmoud, Myriam Mézières                                                | [ 56 ] |
| Tráiler para Amantes de lo Prohibido               | Pedro Almodóvar                                | Espanha                                          | Curta, Comédia            | Josele Roman, Bibiana Fernandez, Sonia Anabela Holimann, Poch, Angel Alcazar, Ivan, Chus Lampreave               | Uma mulher rouba comida e roupas íntimas, e procura amor |
| Tristesse et Beauté                                | Joy Fleury                                     | França                                           | Drama                     | Charlotte Rampling, Myriem Roussel, Andrzej Żuławski, Béatrice Agenin                                            | [ 58 ] |
| Verführung: Die grausame Frau                      | Monika Treut                                   | Alemanha Ocidental                               | Drama                     | Mechthild Großmann, Udo Kier, Sheila McLaughlin, Carola Regnier, Peter Weibel, Georgette Dee                     | trad. Sedução: A Mulher Cruel Baseado no romance A Vênus das Peles de Leopold von Sacher-Masoch                                                                  |
| Westler                                            | Wieland Speck                                  | Alemanha Ocidental                               | Romance, Drama            | Sigurd Rachman, Rainer Strecker, Andy Lucas, Frank Rediess, Andreas Bernhardt, Thomas Kretschmann                | Segue a história de amor entre dois homens de lados opostos do muro de Berlim                                                                                    |
| What Can I Do With a Male Nude?                    | Ron Peck                                       | Reino Unido                                      | Curta                     | John Brown | Um modelo posa nu, enquanto o fotógrafo pensa sobre censura, expressão própria, e desejo sexual                                                                  |
| What Sex Am I?                                     | Lee Grant                                      | EUA                                              | Documentário              | Lee Grant, Christine Jorgensen, Monica Lynn B.                                                                   | Segue o dia a dia de um grupo de indivíduos transgêneros |
| Zärtlichkeiten                                     | Maria Lang                                     | Alemanha Ocidental                               | Curta                     | Verena Rudolph                                                                                                   | Histórias da subcultura lésbica da Berlim Ocidental, sobre desejos, clichês, se apaixonar, e conflito                                                            |